# اوما کونکا
اوما کونکا (به اسپانیایی: Uma Kunka) یک کوه در پرو است که در منطقه اوئانکاولیکا واقع شده‌است. اوما کونکا ۵٬۰۰۰ متر بالاتر از سطح دریا واقع شده‌است.